# رنگ‌های پان‌آفریقایی

پرچم سنتی اتیوپی که رنگ‌های آن توسط گروه‌های پان آفریقایی متعددی پذیرفته شده است.

پرچم غیررسمی پان آفریقایی یا UNIA

رنگ‌های پان آفریقایی اصطلاحی است که ممکن است به دو مجموعه رنگ مختلف اشاره داشته باشد:
- رنگ‌های سبز، زرد و قرمز، رنگ‌های پرچم اتیوپی، به دلیل سابقه کشور در اجتناب از تسخیر شدن توسط یک قدرت استعماری، نشان‌دهنده ایدئولوژی پان آفریقایی هستند. بسیاری از کشورهای آفریقایی رنگ‌ها را در پرچم‌های ملی خود به کار گرفته‌اند و به‌طور مشابه توسط بسیاری از سازمان‌های پان آفریقایی و جنبش راستافاری به عنوان نماد استفاده می‌شوند.
- قرمز، سیاه و سبز، که برای اولین بار توسط مارکوس گاروی در سال ۱۹۲۰ معرفی شد، همچنین به نمایندگی از پان آفریقایی آمده است، و بر روی پرچم پان آفریقا نشان داده شده است. این رنگ‌ها بر روی پرچم‌های ملی نیز گنجانده شده‌اند و گاهی اوقات برای نشان دادن ملی‌گرایی سیاه‌پوستان به جای پان آفریقایی‌گرایی استفاده می‌شوند.[۱]

## سبز-زرد-قرمز
رنگ‌های سبز، زرد و قرمز اکنون بر روی پرچم‌های ملی بسیاری از کشورهای آفریقایی یافت می‌شوند. ترکیب رنگ از پرچم اتیوپی به عاریت گرفته شده است. پرچم اتیوپی بر پرچم‌های بسیاری از سازمان‌ها و سیاست‌های پان آفریقایی تأثیر گذاشته است. به‌جز دوره‌های نسبتاً کوتاه نفوذ و اشغال توسط پادشاهی ایتالیا، اتیوپی در دوران استعمار با شکست دادن ارتش ایتالیا در نبرد ادوا در سال ۱۸۹۶، خارج از کنترل اروپا باقی ماند و به تحت الحمایه ایتالیا پایان داد. در نتیجه، این کشور تحسین بسیاری از کشورهای تازه استقلال یافته در آفریقا را برانگیخت. اتخاذ رنگ‌های ملی اتیوپی توسط بسیاری از نهادهای پان آفریقایی نتیجه این امر است. اولین کشور آفریقایی که پس از استقلال پرچم طلایی، قرمز و سبز را برگزید، غنا در سال ۱۹۵۷ بود که توسط تئودوسیا اوکوه طراحی شد.

## قرمز-مشکی-سبز
انجمن جهانی بهبود سیاهپوستان و اتحادیه جوامع آفریقایی (UNIA) که توسط مارکوس گاروی تأسیس شده است، اساسنامه ای دارد که قرمز، سیاه و سبز را به عنوان رنگ‌های پان آفریقایی تعریف می‌کند: «قرمز نمایانگر خون نجیب است که همه افراد از تبار آفریقایی را متحد می‌کند، رنگ. سیاه برای مردم، سبز برای سرزمین ثروتمند آفریقا.» پرچم UNIA در کنوانسیون خود در مدیسون اسکوئر گاردن در ۱۳ اوت ۱۹۲۰، در شهر نیویورک، ایالات متحده، به رنگ رسمی سیاه پوستان آفریقایی توسط UNIA تعیین شد.

## پرچم‌های کنونی کشور با نماد پان‌آفریقایی
کشورهای زیر کشورها و سرزمین‌هایی هستند که از یک یا هر دو مجموعه رنگ‌های پان آفریقایی در پرچم‌های رسمی خود استفاده می‌کنند:

بنین
بورکینافاسو
کامرون
جمهوری آفریقای مرکزی
چاد
جمهوری کنگو
غنا
گینه
گینه بیسائو
مالی
سنگال
سائوتومه و پرنسیپ
توگو